# Mesostenus dentifer
Mesostenus dentifer är en stekelart som beskrevs av Thomson 1896. Mesostenus dentifer ingår i släktet Mesostenus och familjen brokparasitsteklar. Arten är reproducerande i Sverige. Inga underarter finns listade i Catalogue of Life.